# Cayaponia podantha
Cayaponia podantha är en gurkväxtart som beskrevs av Célestin Alfred Cogniaux. Cayaponia podantha ingår i släktet Cayaponia och familjen gurkväxter. Inga underarter finns listade i Catalogue of Life.